# Lynch (Nebraska)
Lynch je selo u američkoj saveznoj državi Nebraska. Prema popisu stanovništva iz 2010. u njemu je živjelo 245 stanovnika.